# Oko (osada)
Oko (niem. Eichhorst) – osada w Polsce, w sołectwie Szeroki Bór, położona w województwie warmińsko-mazurskim, w powiecie piskim, w gminie Ruciane-Nida.
W latach 1975–1998 miejscowość administracyjnie należała do województwa suwalskiego.